# Boeing CC-137
Boeing CC-137 là một loại máy bay vận tải và chở nhiên liệu hoạt động trong Lực lượng Vũ trang Canada từ năm 1970 đến năm 1997. Máy bay này giúp vận chuyển nhân lực tầm xa cho quân đội, vận chuyển VIP cho chính phủ và tiếp nhiên liệu trên không cho các máy bay chiến đấu như CF-116 Freedom Fighter và McDonnell Douglas CF-18 Hornet. Sau khi ngừng hoạt động trong quân đội, nó được thay thế bằng Airbus CC-150 Polaris trong vai trò vận tải và tiếp nhiên liệu.

## Thiết kế và phát triển
Trong thập niên 1960, Không quân Hoàng gia Canada (RCAF) có nhu cầu thay thế phi đội máy bay vận tải Canadair CC-106 Yukons và Canadair CC-109 Cosmopolitan đã trở nên già cỗi sau thời gian dài hoạt động. Ban đầu, Boeing KC-135 Stratotanker được cân nhắc lựa chọn vì thiết kế linh hoạt giúp thực hiện tốt nhiệm vụ tiếp nhiên liệu trên không. Mặc dù một chiếc máy bay "được chế tạo theo nhu cầu" sẽ phù hợp hơn với các yêu cầu của RCAF, nhưng cơ hội mua những chiếc Boeing 707 để thay thế đã sớm xuất hiện, và họ quyết định lựa chọn phiên bản Boeing 707-347C rồi đặt tên định danh là Boeing CC-137.

## Lịch sử hoạt động

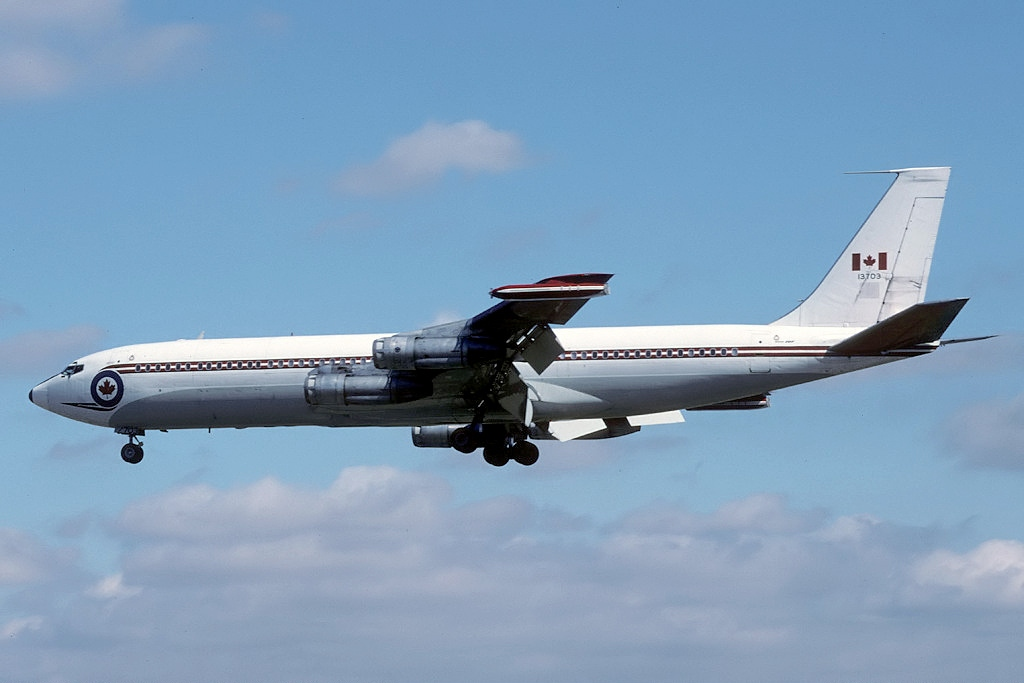
Máy bay chở nhiên liệu Boeing CC-137 vào năm 1994

Canada đã mua năm chiếc Boeing 707 vào năm 1970–1971 để thay thế CC-106 Yukons trong vai trò vận tải tầm xa và CC-109 Cosmopolitan trong vai trò vận tải tầm ngắn. Bốn chiếc đầu tiên được chế tạo cho Western Airlines, nhưng đơn đặt hàng bị hủy bỏ; chiếc thứ năm được mua riêng một năm sau đó. Để đáp ứng các yêu cầu của RCAF về tiếp nhiên liệu trên không, hai trong số năm chiếc chiếc được trang bị hộp tiếp nhiên liệu do Beechcraft sản xuất vào năm 1972. Hai bộ thiết bị tiếp nhiên liệu này sẽ được luân chuyển từ máy bay này sang máy bay khác để duy trì việc sử dụng trong phi đội.
Phi đội CC-137 có tổng cộng 191.154 giờ hoạt động, làm nhiệm vụ vận tải cho đến năm 1995, và sau đó còn hai chiếc tiếp tục được sử dụng làm máy bay chở nhiên liệu cho đến năm 1997.
Toàn bộ máy bay CC-137 đều kết thúc hoạt động năm 1997 để lấy phụ tùng thay thế phục vụ cho chương trình Northrop Grumman E-8 Joint STARS, hoặc được chuyển đổi sang phiên bản tiêu chuẩn E-8C cho Không quân Hoa Kỳ.

## Quốc gia sử dụng
Canada
- Không quân Hoàng gia Canada

## Thông số kỹ thuật (CC-137)
Dữ liệu lấy từ Boeing CC137 (707-347C)

### Đặc điểm tổng quát
- Kíp lái: 3 người
- Sức chứa: 170 hành khách và 41.000 kg (90.000 lb) hàng hóa
- Chiều dài: 46,61 m (152 ft 11 in)
- Sải cánh: 44,42 m (145 ft 9 in)
- Chiều cao: 12,93 m (42 ft 5 in)
- Diện tích cánh: 280 m2 (3.010 ft2)
- Trọng lượng không tải: 63.569 kg (140.000 lb)
- Trọng lượng cất cánh tối đa: 148.000 kg (327.000 lb)
- Động cơ: 4 × động cơ tuốc bin phản lực cánh quạt Pratt & Whitney JT3D-7; mỗi động cơ có lực đẩy 88 kN (19.700 lbf)

### Hiệu suất bay
- Vận tốc bay hành trình: 994 km/h (618 dặm/giờ; 537 hải lý/giờ)
- Tầm bay: 12.290 km (7.638 dặm, 6.636 hải lý)
- Trần bay: 12.000 m (39.000 ft)